# Lac Swan (vallée Kispiox)
Pour les articles homonymes, voir Swan.
Le lac Swan est un plan d'eau naturel canadien de Colombie-Britannique. Il se situe au centre du district régional de Kitimat-Stikine, dans la haute vallée de la Kispiox. Sa superficie atteint 18 km2. Il bénéficie de mesures de protection renforcées depuis son inclusion dans le parc provincial homonyme en 1996.

## Toponymie
Le nom de lac Swan (Swan lake en anglais) est adopté officiellement en 1930. Il traduit littéralement le nom indigène du lac : Meziote qui fait référence à la présence du Cygne trompette sur le lac. Le lac est situé sur les terres traditionnelles des tribus amérindiennes Gitanyow et Gitxsan.

## Situation
Le lac Swan se situe dans une zone reculée du centre-ouest de la Colombie-Britannique dans le district régional de Kitimat-Stikine, aucune route ne dessert ses rives inhabitées. L' accès difficile se fait par la route puis en bateau et par un chemin de portage. À partir de la route 37 puis de la route forestière du Brown Bear on prend la route d'accès au lac homonyme. L'accès au lac Swan nécessite ensuite la traversée du lac Brown Bear puis le parcours d'un chemin de portage. L'hydravion est la seule alternative.
Le lac est situé dans le bassin intérieur du Nass grossièrement triangulaire et enserré par les montagnes. À l'ouest le bassin est barré par la chaîne Côtière que perce le fleuve Nass, à l'est les monts de la Skeena ferment la cuvette. Au sud le bassin est bordé par la chaîne de Hazelton et s'ouvre largement sur la vallée de la Kispiox. Ce bassin comprend de nombreux lacs. Outre le lac Swan au sud tributaire de la Kispiox, on compte deux grands lacs au nord : les lacs Bowser et Méziadin tributaires du Nass,.
Géologiquement, le paysage est constitué de formations glaciaires quaternaires marquées par des collines alignées nord -130°  encadrant des bassins lacustres. Ces sédiments quaternaires recouvrent des roches plissées tardi-jurassiques (Oxfordien) de la formation sédimentaire détritique du lac Bowser,.

## Hydrographie

### Bassin hydrographique
Le lac Swan marque le seuil bas qui sépare les vallées de la haute Kispiox et du moyen Nass. Il fait partie du Lac-da-dah, une succession de quatre lacs naturels dont il est le plus en amont. À l'est, de courts exutoires le font communiquer avec le lac Club puis un lac intermédiaire et enfin avec le lac Stephens d'où part la rivière Stephens, affluent de la rivière Kispiox, sous-affluent de la Skeena. Le lac dispose d'un petit bassin d'alimentation de 115 km2, drainé par de nombreux ruisseaux,.

### Morphologie
Le lac Swan s'étend sur près 18 km2 et comprend de nombreuses îles. On en dénombre jusqu'à 49 y compris des îlots et récifs émergés. Une douzaine dépasse 1 ha et les deux plus grandes mesurent 40 ha et 11 ha. Le lac s'inscrit grossièrement dans un quadrilatère proche du parallélogramme. Les deux grands côtés sont orientés nord-130°. Ils atteignent 7,6 km pour le côté ouest et 7 km pour le côté est. Les deux petits côtés orientés est-ouest atteignent : 3,5 km pour le côté nord et 2,9 km pour le côté sud. Dans sa plus grande longueur le lac atteint 9 km pour 2,5 km de large. Le lac se subdivise en deux bassins orientés aussi nord-130° et séparés par deux péninsules ainsi que les deux principales îles,. La profondeur atteint 64 m au centre du bassin occidental pour une profondeur moyenne de 22,9 m et un volume de 410 millions de m3,.

### Paramètres physico-chimiques
Les eaux du lac sont remarquablement stratifiées thermiquement en été. Alors que la température estivale de surface monte jusqu'à 16,8 °C , aux plus grandes profondeurs (64 m) elle n'est que de 4,3 °C. La séparation entre les eaux chaudes de surface et les eaux froides se fait entre 6 et 8 m de profondeur. L'oxygénation de l'eau reste suffisante pour les saumons, en été, quelle que soit la profondeur,.

## Écologie

### Parc provincial du lac Swan et de la rivière Kispiox
Le lac Swan et ses abords sont dans un premier temps classés comme aire sauvage (Wilderness Area) en 1991 par le gouvernement provincial de Colombie-Britannique, l'aire est transformée en parc provincial en 1996, couvrant 12 976 ha. En 1999, le parc est étendu pour intégrer le bassin supérieur de la Kispiox dans son intégralité. La surface protégée par le nouveau parc provincial du lac Swan et de la rivière Kispiox (Swan Lake/Kispiox River Provincial Park) atteint dès lors 62 319 ha .

### Flore et faune environnante
Les abords du lac sont couverts par une forêt pluviale dominée par les conifères géants : le Cèdre rouge de l'ouest (Thuja plicata) et la Pruche de l'ouest (Tsuga heterophylla) caractéristiques de la zone géoclimatique de l'intérieur à Cèdre et Pruche (ICH : Interior Cedar-Hemlock Biogeoclimatique Zone). La déclinaison locale de cette zone qui s'étend sur le bassin de la Nass et la vallée de la Kispiox (ICHmc) est humide et froide. D'autres conifères complètent la strate arborescente : le Pin Tordu (Pinus contorta latifolia), le Cyprès de Nootka (Cupressus nootkatensis), l'Épinette noire (Picea mairana) et l'Épinette blanche (Picea glauca), auxquels s'ajoute une plante à fleur : le Bouleau à papier (Betula papyrifera humilis). La strate arbustive comprend des éricacées : la Gaulthérie shallon (Gaultheria shallon), le Thé du Labrador (Rhododendron groenlandicum) et Elliottia pyriflora. Dans les autres familles on rencontre : la Spirée de l'ouest (Spirea douglasii), une rosacée ; le Bois piquant (Oplopanax horridus), une araliacée ou encore le Chèvrefeuille involuré (Lonicera involucrata), une caprifoliacée.
La faune environnante comprend de grands mammifères tel l'Élan (Alces alces) qui vient brouter les plantes aquatiques du lac ou le Grizzli (Ursus arctos) qui pêche le saumon, abondant dans l'émissaire du lac. On rencontre aussi l'Ours noir (Ursus americanus), le Loup (Canis lupus), le Coyote (Canis latrans), le Castor du Canada (Castor canadensis), la Loutre de rivière (Lontra canadensis) et le Vison d'Amérique (Neovison vison).

### Flore et faune du lac
Le phytoplancton comprend des algues vertes unicellulaires du genre Ankistrodesmus et des Diatomées des genres Melosira et Synedra ainsi que des Cyanobactéries du genre Chroococcus.
Le zooplancton abondant est dominé par de petits crustacés : les Copépodes Heterocope septentrionalis ou Cyclops sp. et les Cladocères moins fréquents. Ils servent de nourriture aux jeunes Saumons rouges (Onchorynchus nerka) issus des frayères situées essentiellement en aval du lac dans son émissaire : la rivière Club. Deux prédateurs s'attaquent aux jeunes saumons : l'Omble arctique (Salvelinus malma) et la Truite-arc-en-ciel (Oncorhynchus mykiss). Les saumons peuvent représenter jusqu'à 30% du volume de leurs proies. Les larves d'insectes constituent une autre part importante de leur alimentation. Les Campagnols (Myodes sp.) qui pullulent certaines années viennent se noyer dans le lac et complètent le menu de l'Omble arctique. Plusieurs poissons occupent le fond du lac : le Meunier rouge (Catostomus catotosmus) qui fréquente les fonds boueux où poussent les Potamots (Potamogeton sp.), le Ménomini des montagnes (Prosopium williamsoni), le Grand corégone (Coregonus clupeaformis) ainsi que le Chabot piquant (Cottus asper) que l'on rencontre dans les eaux peu profondes des rives.
En surface de nombreux oiseaux se rencontrent sur le lac. Ils sont généralement typiquement aquatiques à pattes palmées : Anséridés et Laridés. On trouve d'un côté des herbivores comme le Cygne trompette (Cygnus buccinator) qui hiverne parfois sur le lac Club voisin ou des omnivores comme le Canard colvert dit aussi Canard malart (Anas platyrhynchos) et le Petit Garrot (Bucephala albeola). D'un autre côté on trouve de nombreux piscivores : Plongeon huart (Gavia immer), Harle bièvre (Mergus merganser), Harelde kakawi (Clangula hyemalis) chez les Anséridés ; Mouette de Bonaparte (Chroicocephalus philadelphia), Guifette noire (Chlidonias niger) et Sternes chez les Laridés. Deux rapaces fréquentent le lac : le Balbuzard pêcheur (Pandion haliaetus) et la Pygargue à tête blanche (Haliaeetus leucocephalus). Les îles et îlots du lac favorisent la nidification,.